# Parafia Najświętszej Maryi Panny Wniebowziętej w Dąbrówce Kościelnej
Parafia Najświętszej Maryi Panny Wniebowziętej w Dąbrówce Kościelnej – rzymskokatolicka parafia leżąca w granicach dekanatu kiszkowskiego. Erygowana w XIII wieku.
W latach 1947–1961 proboszczem parafii był ks. Roman Zientarski.

## Dokumenty
Księgi metrykalne: 
- ochrzczonych od 1945 roku
- małżeństw od 1945 roku
- zmarłych od 1945 roku